# Skeabost
Skeabost, schottisch-gälisch Sgeubost, ist ein kleines, aus lediglich sechs Häusern bestehendes Dorf in der Nähe von Portree auf der schottischen Insel Skye. Da in Skeabost ein Reiterhof betrieben wird und eines der Häuser als Ferienhaus vermietet wird, hat das Dorf eine gewisse touristische Bedeutung. Über die von Portree nach Dunvegan verlaufende Straße A850 ist Skeabost an das Verkehrsnetz der Insel angeschlossen.
Etwa sechs Kilometer vom Dorf entfernt steht das im Viktorianischen Stil erbaute Hotel Skeabost Country House, das zur ebenso kleinen Ortschaft Skeabost Bridge gehört.